# 竹村欽次郎

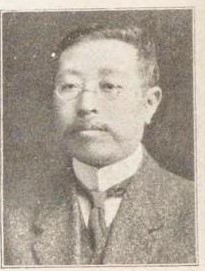
竹村欽次郎

竹村 欽次郎（たけむら きんじろう、1863年3月1日（文久3年1月12日）- 1932年（昭和7年）4月16日）は、明治から昭和初期の大蔵官僚、実業家、政治家。衆議院議員。旧姓・古瀬。

## 経歴
出羽国最上郡、のちの山形県最上郡新庄町（現新庄市）で、素封家、新庄藩士・古瀬鉄之助の第五子として生れ、同藩士・竹村勝行の養子となる。1888年（明治21年）7月、帝国大学法科大学政治学科を卒業した。
1888年11月24日、大蔵省試補に任官し出納局に配属。出納局配賦課事務取扱、大蔵主計官、預金局勤務、兼預金局収支課長、理財局国庫課長、青森県収税長、岡山県収税長、新潟税関長、司税官、新潟県税務管理局長、大蔵主計官などを歴任し、1898年（明治31年）10月27日に退官した。
1899年（明治32年）日本鉄道に入社し会計課長となり経済課長も務めた。1905年（明治38年）1月、小野田セメント製造（現太平洋セメント）に転じ取締役となる。1906年（明治39年）3月、日本興業銀行の金銀鉱山監督事務嘱託となる。1911年（明治44年）12月、富士身延鉄道（身延線）の創立に参画し取締役に就任。その他、日本肥料取締役、草津軽便鉄道（のち草軽電気鉄道）取締役、播美鉄道取締役、日本国債取締役社長、大北炭礦取締役、大日本蚕糸紡績取締役、帝国商業銀行監査役などを務めた。
1912年（明治45年）5月、第11回衆議院議員総選挙で山形県郡部から立憲国民党所属で出馬して初当選。1915年（大正4年）3月の第12回総選挙（山形県郡部、立憲同志会）でも再選され、衆議院議員に連続2期在任した。この間、亦楽会などに所属し、立憲同志会常任幹事などを務めた。

## 国政選挙歴
- 第11回衆議院議員総選挙（山形県郡部、1912年5月、立憲国民党）当選[17]
- 第12回衆議院議員総選挙（山形県郡部、1915年3月、立憲同志会）当選[17]
- 第13回衆議院議員総選挙（山形県郡部、1917年4月、憲政会）次点落選[18]
- 第14回衆議院議員総選挙（山形県第5区、1920年5月、憲政会公認）次点落選[19]
- 第17回衆議院議員総選挙（山形県第2区、1930年2月、立憲民政党公認）次点落選[20]

## 著作
- 訳『帝国憲法正義：各国憲法対照』神戸甲子二郎、1889年。
- 閲、小山信次郎著『実用約束手形使用心得』成章堂、1901年。